# Pessagnoites
Pessagnoites es un género de foraminífero planctónico de la subfamilia Globotruncaninae, de la familia Globotruncanidae, de la superfamilia Globotruncanoidea, del Suborden Globigerinina y del orden Globigerinida. Su especie tipo es Pessagnoites ectorensis. Su rango cronoestratigráfico abarcaba desde el Coniaciense hasta el Santoniense (Cretácico superior).

## Discusión
Clasificaciones posteriores han incluido Pessagnoites en la superfamilia Globigerinoidea. Otras clasificaciones lo han incluido en la Subfamilia Marginotruncaninae de la Familia Marginotruncanidae.

## Clasificación
Pessagnoites incluye a las siguientes especies:
- Pessagnoites ectorensis †